# Olympische Sommerspiele 1992/Teilnehmer (Amerikanisch-Samoa)
| Gelbes Symbol für Goldmedaillen mit stilisierten Olympischen Ringen | Graues Symbol für Silbermedaillen mit stilisierten Olympischen Ringen | Braundes Symbol für Bronzemedaillen mit stilisierten Olympischen Ringen |
| ------------------------------------------------------------------- | --------------------------------------------------------------------- | ----------------------------------------------------------------------- |
| —                                                                   | —                                                                     | —                                                                       |

Amerikanisch-Samoa nahm an den Olympischen Sommerspielen 1992 in Barcelona, Spanien, mit einer Delegation von drei Sportlern (allesamt Männer) teil.

## Teilnehmer nach Sportarten

### Boxen
- Maselino Masoe
Halbmittelgewicht: 5. Platz

- Mika Masoe
Halbschwergewicht: 9. Platz

### Gewichtheben
- Eric Brown
Mittelschwergewicht: 21. Platz